# Сан Никола ла Страда
Сан Нико̀ла ла Стра̀да (на италиански: San Nicola la Strada; на неаполитански: Santu Nicole, Санту Николъ) е град и община в Южна Италия, провинция Казерта, регион Кампания. Разположен е на 58 m надморска височина. Населението на общината е 22 129 души (към 2014 г.).